# Höchenschwand
Höchenschwand é um município da Alemanha, no distrito de Waldshut, na região administrativa de Freiburg, estado de Baden-Württemberg.